# Лотоцький Володимир Миколайович
Лотоцький Володимир Миколайович (17 липня 1888, село Жуків, Заславський повіт, Волинська губернія, Російська імперія — ?) — підполковник Дієвої Армії УНР.

## Біографія
Народився у селі Жуків Заславського повіту Волинської губернії. 
Останнє звання у російській армії — підполковник (?).
У 1920–1921 роках — приділений до штабу 5-ї Херсонської дивізії Армії УНР. 
Подальша доля невідома.